# NGC 4950
NGC 4950 este o galaxie lenticulară situată în constelația Centaurul. A fost descoperită în 3 iunie 1834 de către John Herschel. Se află la o distanță de 34,35 de megaparseci de Pământ.